# Teodoro I di Alessandria (copto)
Papa Teodoro I di Alessandria (in copto Ⲑⲉⲟ́ⲇⲱⲣⲟⲥ, in arabo ثاؤدروس‎?; Egitto, ... – Alessandria d'Egitto, 14 febbraio 742) è stato il 45º papa della Chiesa copta, dal 730 fino alla sua morte.

## Biografia
Prima di essere eletto papa era monaco e viveva nei pressi del lago Mareotide. Durante il suo regno fu contemporaneo del patriarca melchita Cosimo I.